# Jangal
 (décembre 2023).
Si vous disposez d'ouvrages ou d'articles de référence ou si vous connaissez des sites web de qualité traitant du thème abordé ici, merci de compléter l'article en donnant les références utiles à sa vérifiabilité et en les liant à la section « Notes et références ».
Jangal était une collection de soixante films documentaires français diffusée à la télévision de 1997 à 2008 sur La Cinquième, puis sur France 5.